# Empoasca bispinata
Empoasca bispinata är en insektsart som beskrevs av Davidson och Delong 1943. Empoasca bispinata ingår i släktet Empoasca och familjen dvärgstritar. Inga underarter finns listade i Catalogue of Life.